# Сан Салваторе (Варезе)
Сан Салваторе је насеље у Италији у округу Варезе, региону Ломбардија.
Према процени из 2011. у насељу је живело 93 становника. Насеље се налази на надморској висини од 409 м.